# Hypnites jovet-astiae
Hypnites jovet-astiae là một loài Rêu trong họ Amblystegiaceae. Loài này được (Kuc) N.G. Mill. mô tả khoa học đầu tiên năm 1980.